# Gaspoltshofen
Gaspoltshofen – gmina targowa w Austrii, w kraju związkowym Górna Austria, w powiecie Grieskirchen. Liczy 3 534 mieszkańców.